# Lucretilis uvarovi
Lucretilis uvarovi är en insektsart som beskrevs av Miller, N.C.E. 1935. Lucretilis uvarovi ingår i släktet Lucretilis och familjen gräshoppor. Inga underarter finns listade i Catalogue of Life.